# Poulain
Pour les articles homonymes, voir Poulain (homonymie).

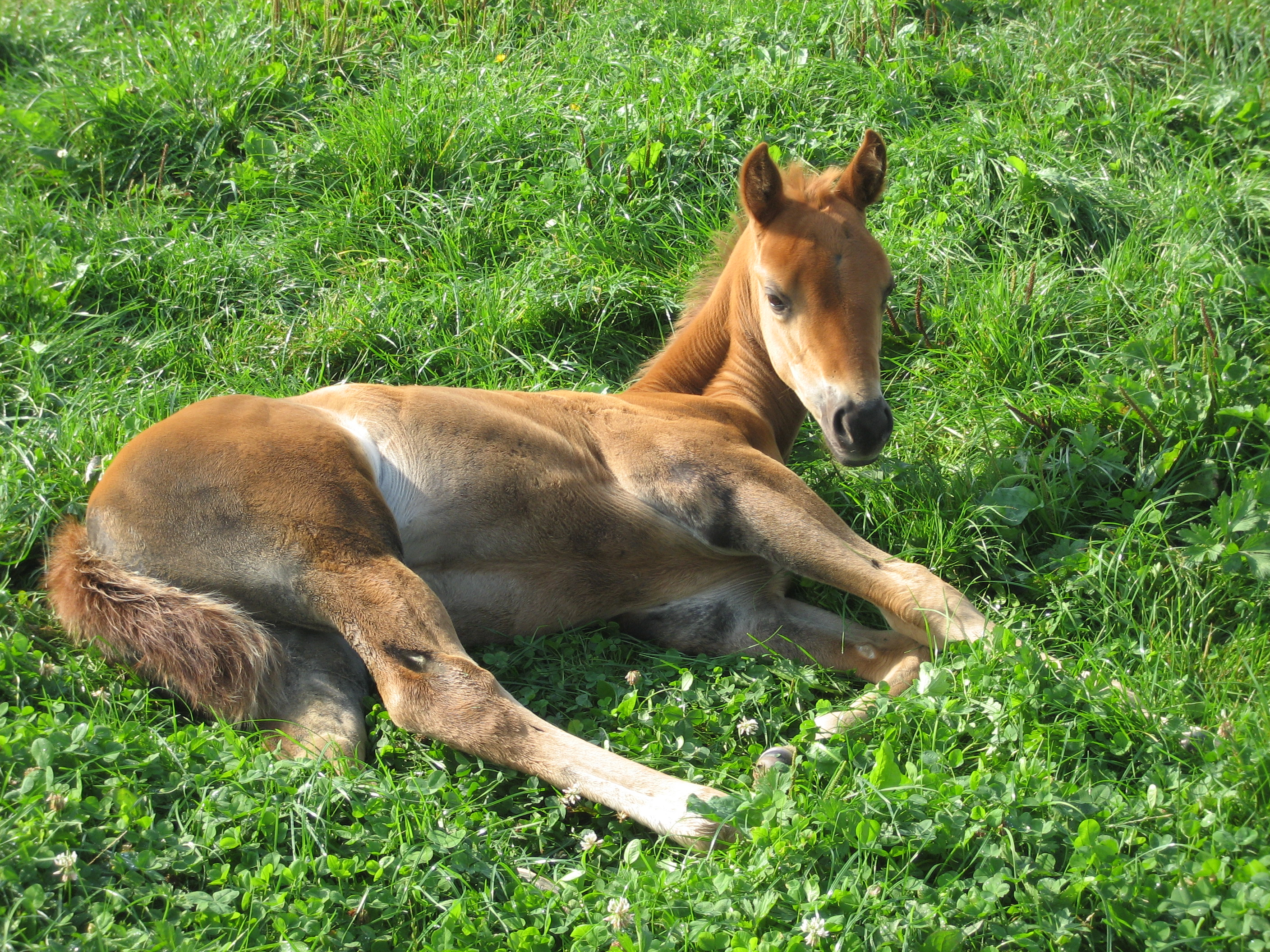
Un poulain (foal) de race Quarter Horse.

Le poulain est le petit du cheval. Il naît après 11 mois de gestation, habituellement au printemps. À l'état sauvage, le sevrage se fait à ses 18 mois lorsqu'il n'a plus besoin du lait de sa mère, la jument.
Le poulain domestique peut être dressé à l'équitation . Cette étape s'appelle le débourrage.

## Étymologie et terminologie
Poulain désigne l'animal mâle et pouliche l'animal femelle. Ce nom est attesté dès le XIe siècle en langue française, sous la forme poulain dans un premier temps. Il représente peut-être le bas latin et latin médiéval pullamen « petit d'un animal », dérivé du latin pullus « petit d'un animal » notamment « poulain ». Traditionnellement, est désigné comme poulain tout jeune cheval de moins de trois ans. La mise bas d'un poulain par la jument est appelée le « poulinage ».
Un poulain né dans l'année est couramment désigné par l'anglicisme « foal » et le poulain de plus d'un an par « yearling ». Pour certaines races et certains sports équestres, le terme de « poulain » peut désigner un cheval jusqu'à l'âge de trois ans.
Remarque : le latin pullus et l'anglais foal ont la même origine indo-européenne, à savoir la racine *pōlH- « jeune animal ».

## Naissance et premières heures

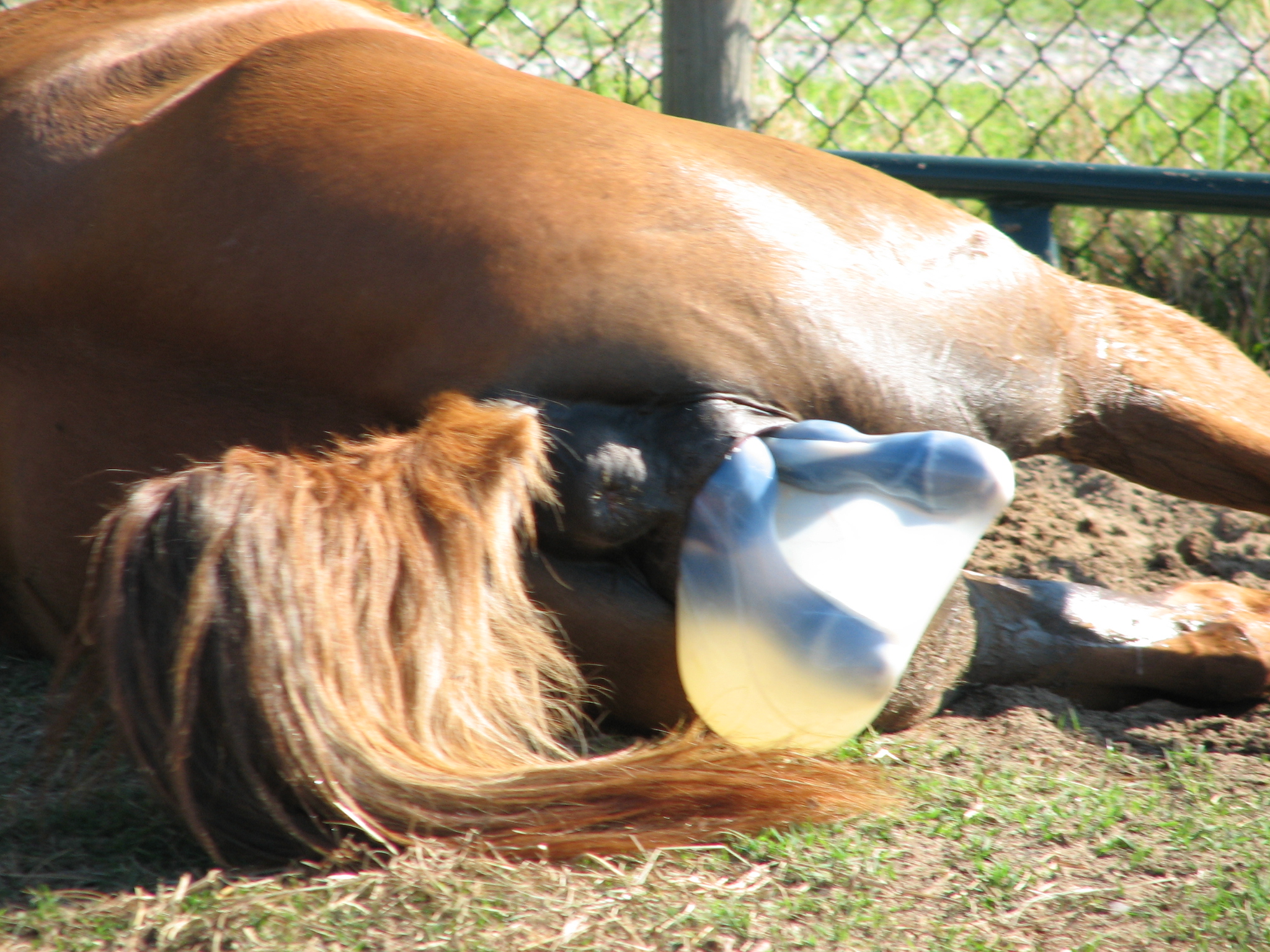
Le poulain se présente habituellement à la naissance par les membres antérieurs.

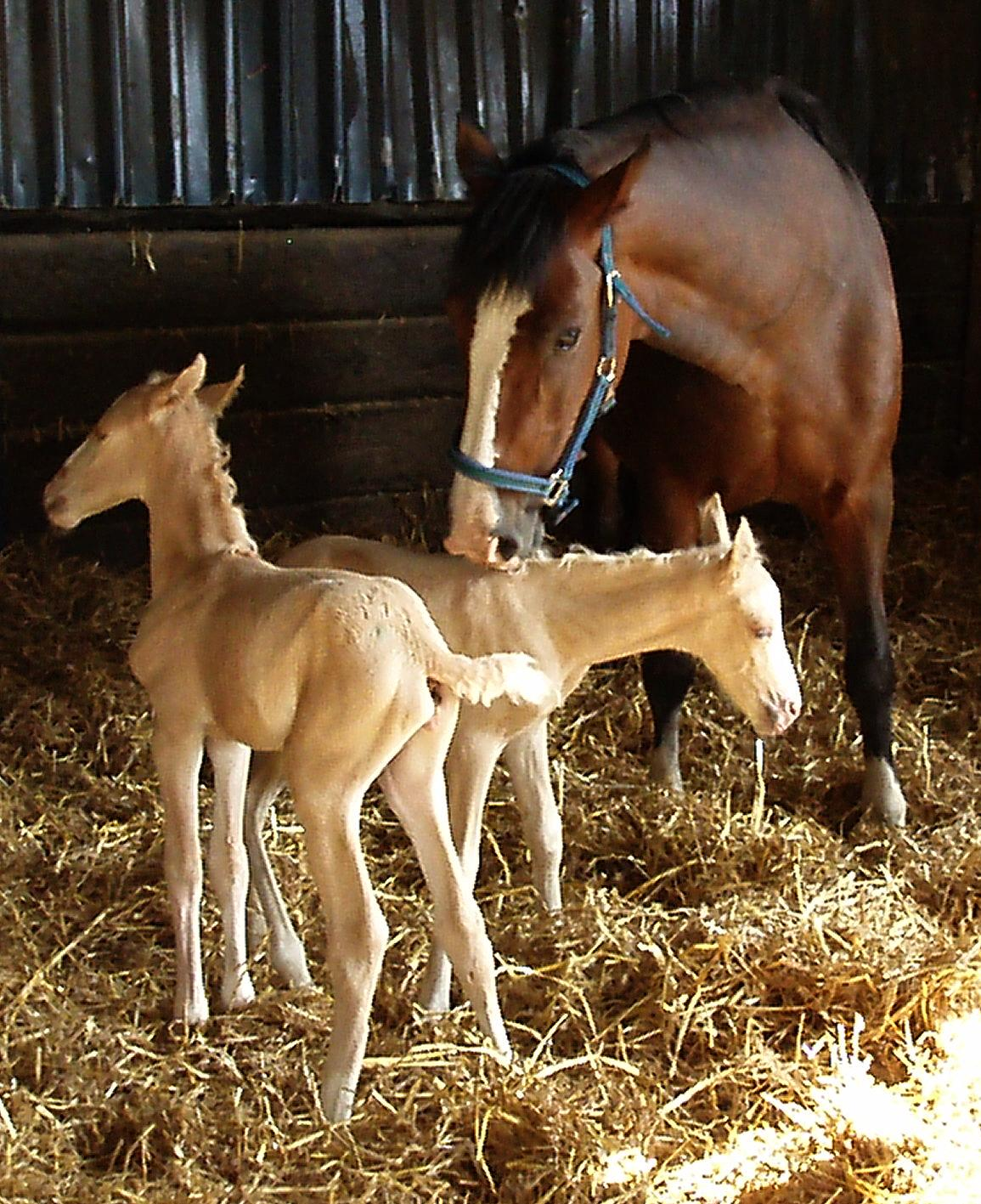
Exceptionnellement, une jument peut donner naissance à deux poulains à la fois.

Les poulains naissent habituellement après une gestation de 11 mois généralement seuls, beaucoup plus rarement par deux. Les juments étant des mammifères, les poulains sortent du ventre de leur mère encore reliés à un placenta et dans une sorte de poche qui se déchire à la naissance. Ils tètent leur mère avant les trois à quatre premières heures qui suivent la naissance pour absorber le colostrum, qui renforce leurs défenses immunitaires et les aide à supporter le choc thermique. Le poulain tète sa mère deux à quatre fois par heure durant sa première semaine de vie. Les poulains sont également réputés pour leur capacité à se dresser très vite sur leurs jambes après la naissance, et à pouvoir galoper dans les heures qui suivent. Cette particularité est héritée de leurs ancêtres les chevaux sauvages, qui étaient la proie de nombreux prédateurs et devaient donc être capables de fuir rapidement même dès le plus jeune âge.
Le tube digestif du poulain nouveau-né est stérile, aussi il doit ingérer les fèces de sa mère, surtout pendant les premiers mois. Cette coprophagie biologiquement programmée lui apporte l'ensemencement bactérien de son tube digestif (son inoculation par le microbiote intestinal maternel permet la colonisation dans son tube digestif par des bactéries symbiotiques indispensables à la digestion). Elle lui apporte aussi des nutriments complémentaires au lait et des dérivés de sels biliaires impliqués dans le développement du système nerveux équin et les défenses immunitaires de l'intestin.

## Soins à l'état domestique

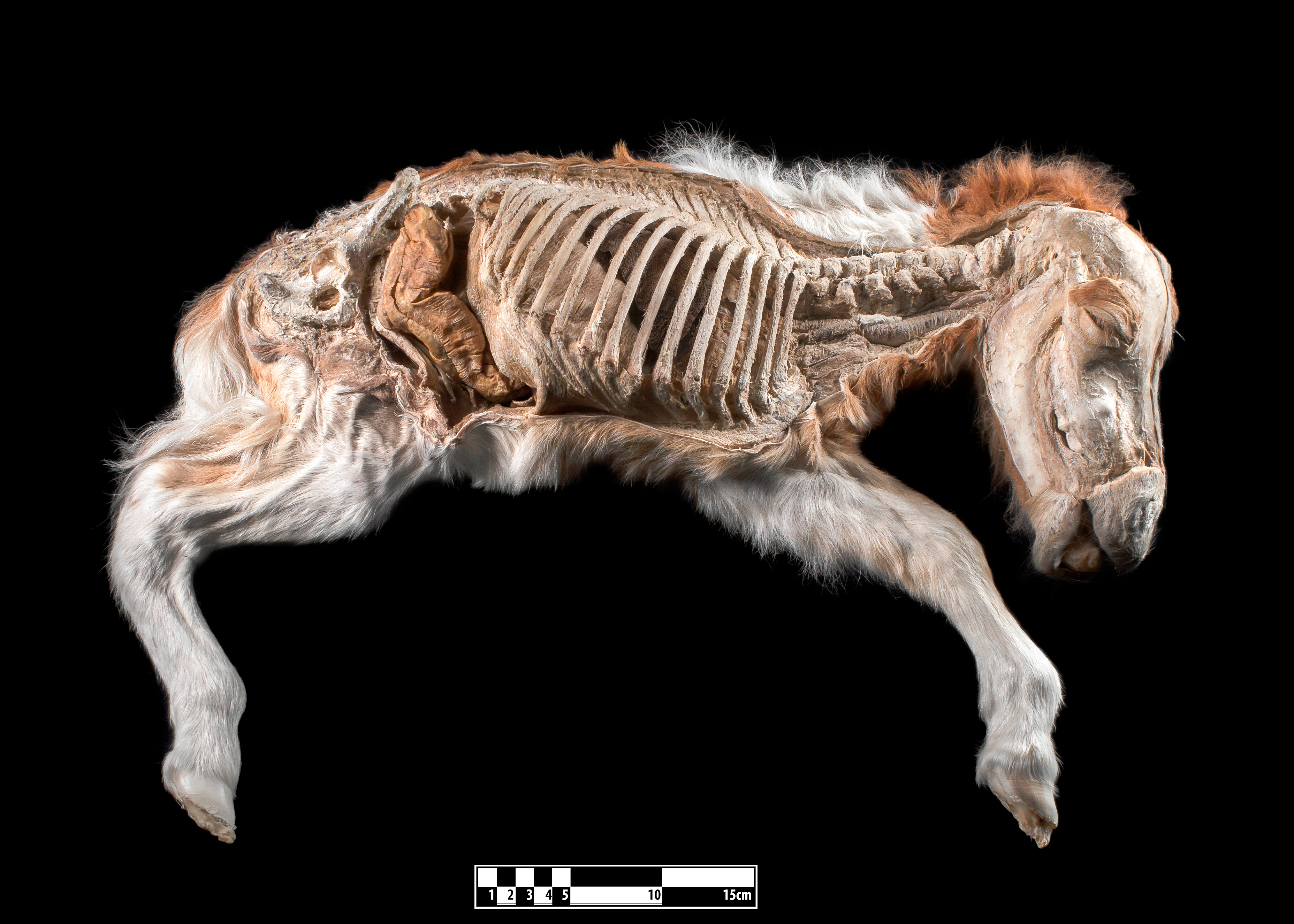
Anatomie d'un poulain miniature.

À l'état domestique, les poulains doivent souvent recevoir des soins de la part des humains. Ces soins comportent notamment la vaccination (tétanos, grippe) et la vermifugation.

### Alimentation

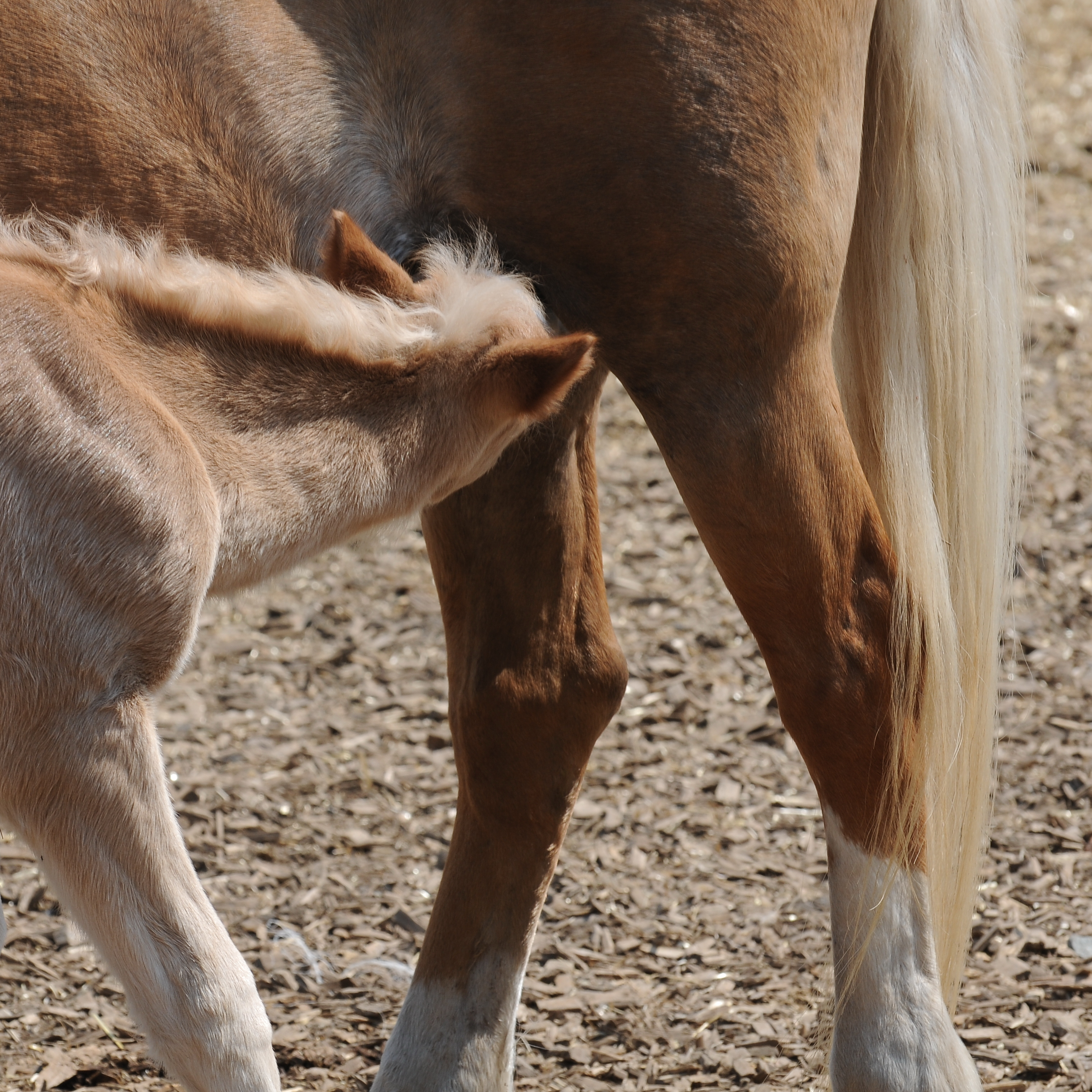
Poulain Haflinger têtant sa mère.

En grandissant, le poulain réduit progressivement la fréquence de ses tétées, adoptant peu à peu une alimentation végétale en se nourrissant au côté de sa mère.
Si le poulain ne peut pas téter sa mère (orphelin ou rejeté), il est nécessaire de lui faire consommer du colostrum (sous forme congelée ou provenant d'une autre jument ayant pouliné au même moment) dans les 48 heures qui suivent sa naissance, ou de lui injecter un sérum par voie sanguine. Les poulains peuvent être adoptés par une autre jument (typiquement une jument ayant perdu son poulain et possédant un fort instinct maternel) voire un autre animal domestique. Des cas de poulains allaités par des chèvres ou des brebis sont documentés. Une jument qui produit beaucoup de lait peut aussi accepter un second poulain.
Il est possible de l'alimenter au biberon mais cela doit toujours se faire avec de grandes précautions, en maintenant une distance entre l'animal et l'homme[pourquoi ?]. Lorsque le poulain commence à se nourrir de grain, pour éviter que sa mère ne mange sa ration, il est conseillé de fabriquer ou d'acquérir une mangeoire sélective (laissant passer le museau étroit du poulain, mais pas celui de sa mère).

### L'éducation du poulain

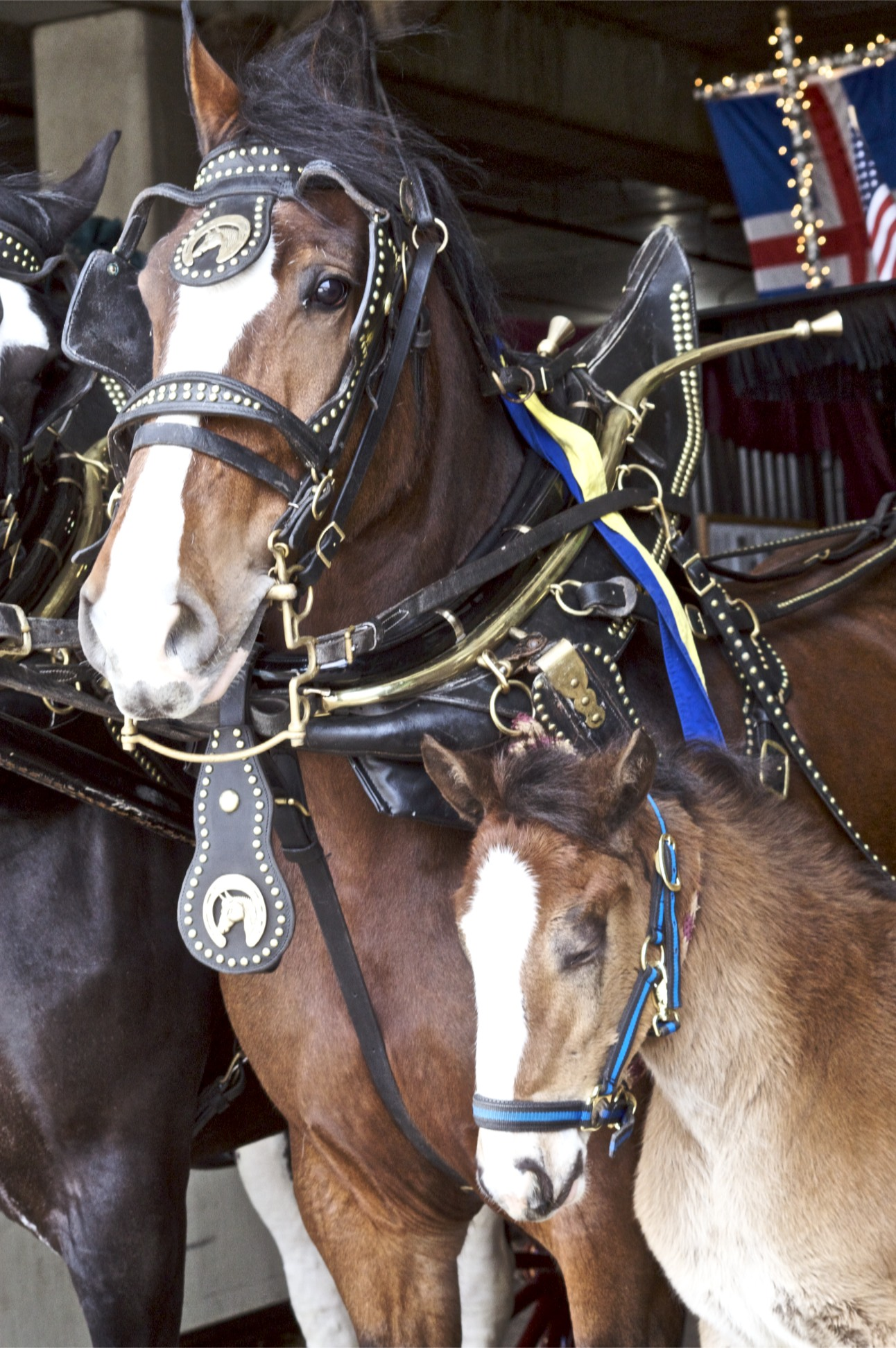
Après quelques mois au pré, il est possible de remettre une jument au travail avant le sevrage de son poulain, celui-ci l'accompagnant dans ses activités. Ce poulain Clydesdale porte un petit licol, permettant de l'attraper plus facilement.

Le poulain est naturellement curieux et, en principe, va approcher l'homme de lui-même. Étant grégaire, si un animal orphelin est adopté par un humain, il risque de le prendre pour sa mère et plus tard pour un compagnon de jeu. Ne connaissant pas sa force et grandissant très vite, il représente vite un danger. Il est fortement déconseillé d'autoriser un poulain à vivre dans une habitation humaine et un animal trop timide sera plus facile à gérer qu'un trop familier. En grandissant, ces derniers manquent souvent de respect envers l'homme et peuvent causer de graves accidents. Il est conseillé d'établir une distance, en interdisant au poulain de suivre l'homme de près dans son pré, de le mordiller, de se gratter sur lui et de jouer comme il le ferait avec un autre poulain, en particulier aux combats simulés.
Cela n'interdit pas la manipulation du poulain, cette dernière est même recommandée, en particulier pour les caresses ou pour lui apprendre à donner ses pieds. Pour familiariser les poulains peureux qui refusent de s'approcher de l'homme, il est conseillé d'éviter les gestes brusques, de déposer des friandises à leur portée plutôt que de les tendre dans la main, de leur rendre visite fréquemment et de caresser leur mère, tant pour lui apprendre que la caresse est agréable que pour déposer l'odeur de l'homme sur celle-ci. Il est possible aussi de l'équiper d'un petit licol léger.
Il est possible d'acquérir un poulain de six mois pour beaucoup moins cher qu'un cheval déjà dressé. Une telle responsabilité ne doit pas être confiée à des novices, le poulain (même un poney) dispose déjà d'une puissance importante à cet âge, et peut gravement blesser l'homme.

### Sevrage

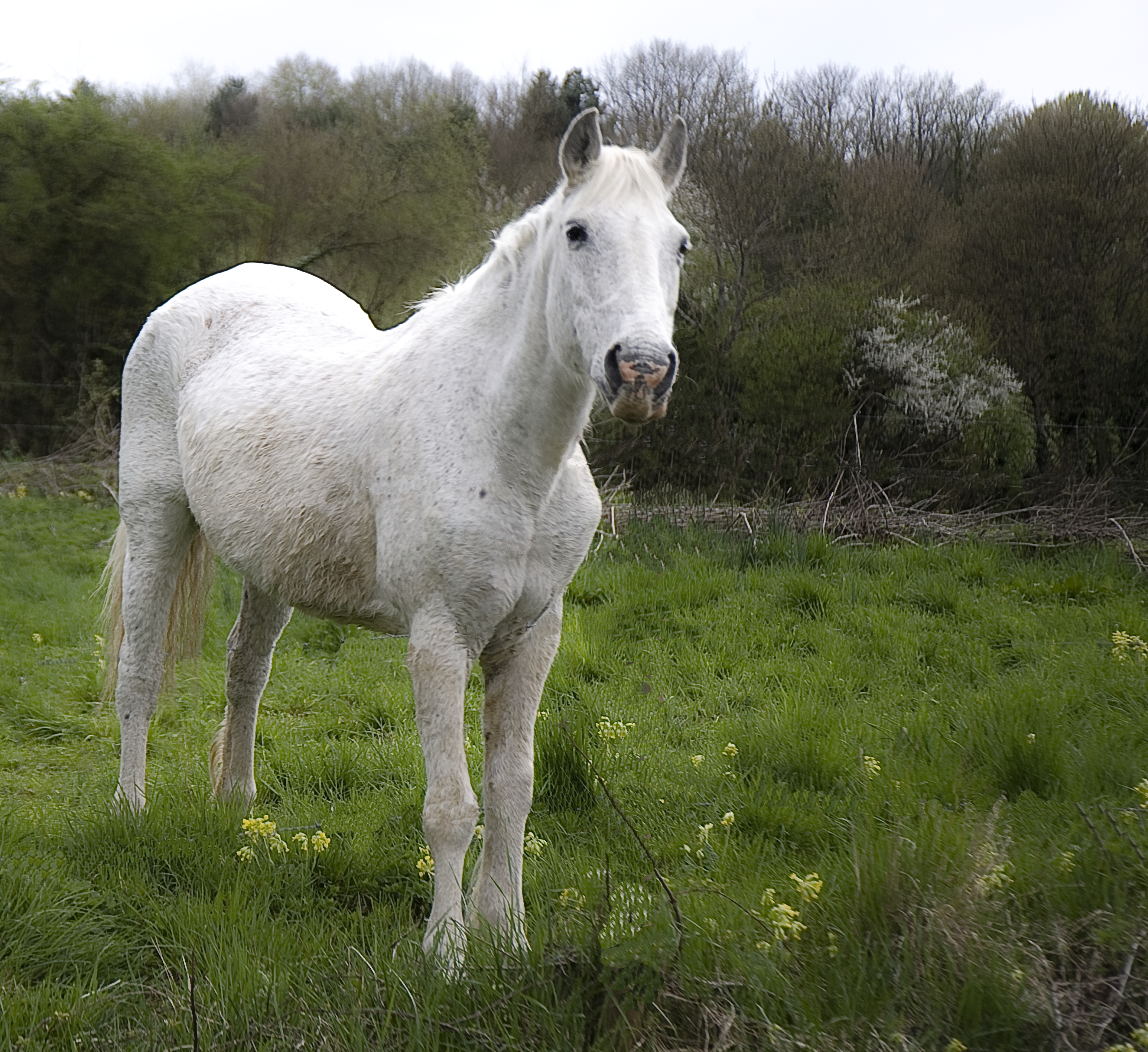
Poulain sevré dans un champ en Bourgogne

À l'état sauvage, le sevrage se fait progressivement, d'abord la jument lui refuse l’allaitement, puis le poulain prend peu à peu de la distance avec sa génitrice, avant d'être chassé du troupeau par l'étalon dominant.
En élevage, le poulain est sevré de sa mère vers l'âge de six mois ou huit mois. Celui-ci est douloureux pour le poulain comme pour sa mère et provoque du stress voire des troubles du comportement chez le poulain. Le sevrage est le plus souvent suivi d'une période de liberté au pré, le poulain achevant sa croissance. Il est conseillé de le manipuler régulièrement si l'on compte ensuite le dresser pour l'équitation ou l'attelage.

### Débourrage
Le dressage du poulain est appelé débourrage. Il consiste à l'amener à accepter une selle, un filet et un cavalier, ou à accepter de tracter un véhicule (pour l'attelage), et à comprendre et exécuter des ordres de base.

## Dans l'art et la culture
Le poulain de Pézenas, un cheval-jupon manié par huit hommes et part de la culture locale de Pézenas, dans l'Hérault, est entré au patrimoine de l'humanité.
Lors des croisades, les enfants de croisés nés en route, souvent en Orient, et qui couraient derrière les attelages de leurs parents, furent surnommés les poulains et beaucoup gardèrent ce nom par la suite.
Les poulains sont également un sujet artistique.

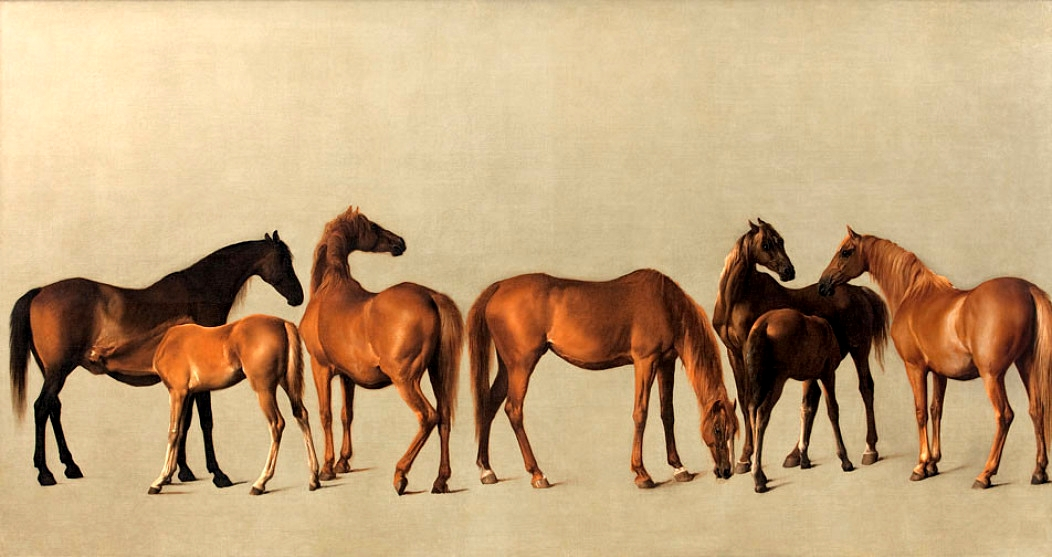
Juments et poulains (Mares and foals), George Stubbs, 1762.
Poulains de printemps (Springende Fohlen), Franz Marc, 1909.
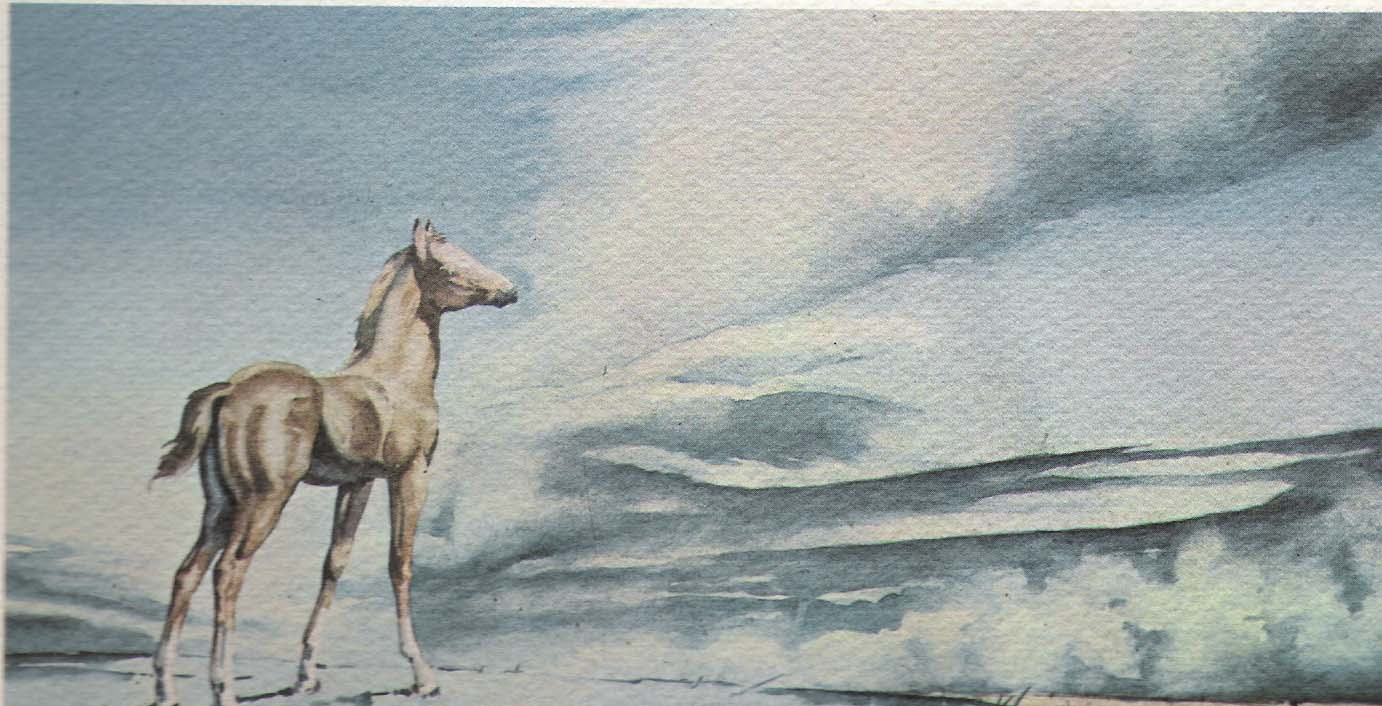
Potranco, Santiago Martinez, 1940.
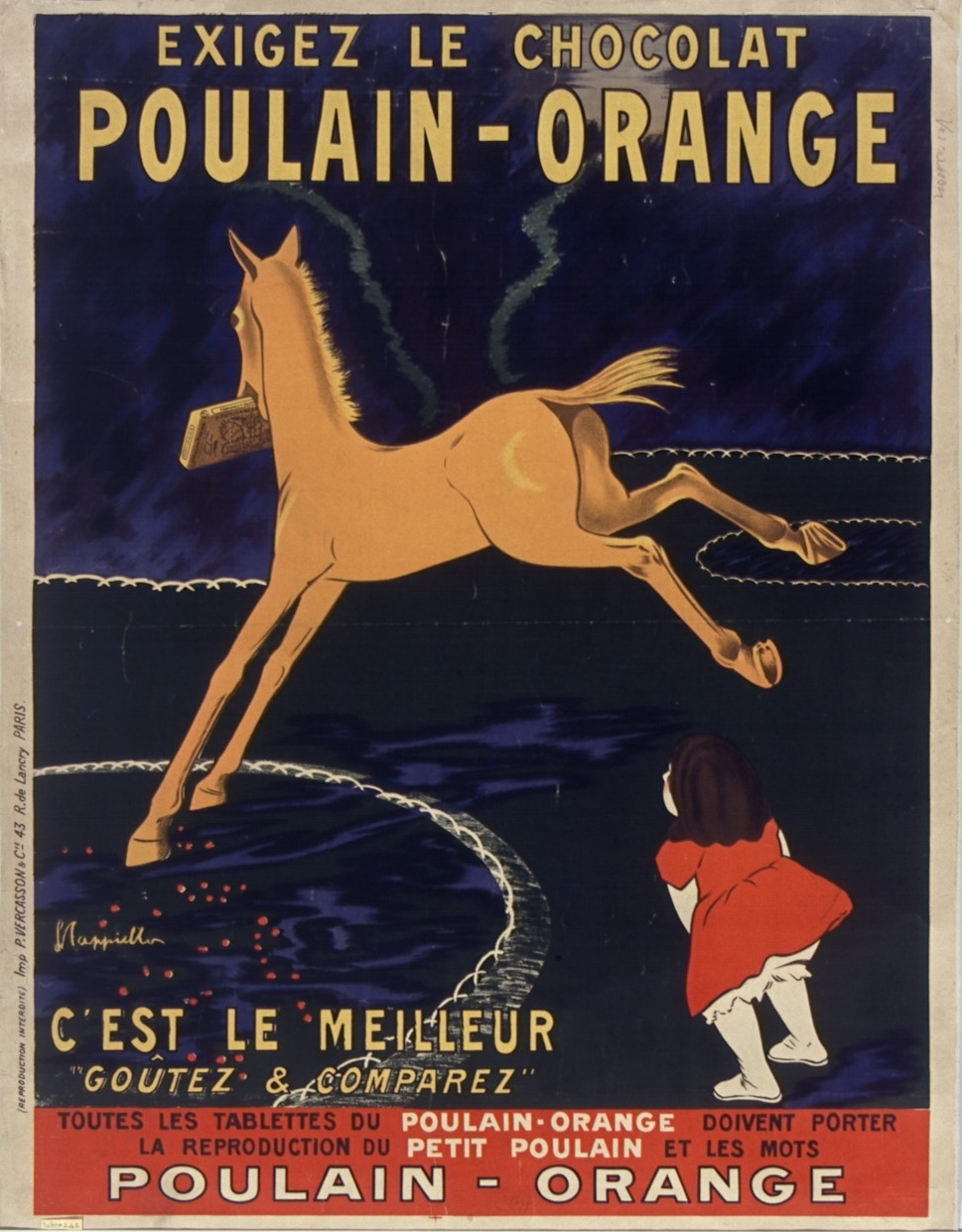
Publicité pour le Chocolat Poulain en 1911.